# 朱然 (朝鮮の独立運動家)
朱然（チュ・ヨン、주연、1919年 - 没年不詳）は、朝鮮の独立運動家、朝鮮民主主義人民共和国の軍人。本名は裵俊逸（ペ・ジュニル、배준일）。

## 生涯
1919年生。上海のフランス系学校中法学堂を卒業。日中戦争勃発後、南京で朝鮮民族革命党に入党した。1937年12月、中国中央陸軍軍官学校星子分校に入学し、1938年5月に卒業。同年10月、朝鮮義勇隊に入隊。1939年前半、湖南省北部で抗日宣伝活動を展開した。1941年初頭には朝鮮義勇隊第1支隊員であり、その年春に黄河を渡って華北へ移動した。その後、朝鮮義勇隊華北支隊留守隊長。1943年9月、河北省昌黎県で編成された朝鮮義勇軍冀東部隊の政治主任。
光復後、朝鮮義勇軍先遣隊を編成して東北へ進出した。1945年9月、瀋陽に到着し、朝鮮義勇軍独立支隊と先遣隊を集成して朝鮮義勇軍先遣縦隊を組織し、政治主任となる。朝鮮義勇軍先遣縦隊は朝鮮への帰国を試みたが、新義州でソ連軍に入境を拒否されて断念した。同年10月末に瀋陽へ帰還、朝鮮義勇軍先遣縦隊政治部主任兼朝鮮独立同盟南満工作委員会委員となる。1946年2月、通化事件の鎮圧に出動。
1946年3月、38度線以北へ帰国。同月、鉄道警備隊創設要員となる。1947年4月、歩兵独立旅団文化副旅団長。朝鮮戦争中、第15師団長。停戦会談連絡将校。1958年頃失踪した。